# Обручальное кольцо (песня)
«Обруча́льное кольцо́» (инципит «Среди обычаев прекрасных мне вспомнить хочется один…», также часто ассоциируется с полным текстом припева «Обручальное кольцо не простое украшение, двух сердец одно решение — обручальное кольцо») — песня, написанная в 1980 году композитором Владимиром Шаинским и поэтом Михаилом Рябининым. Впервые песня была исполнена и записана солистами вокально-инструментального ансамбля «Лейся, песня» — Владимиром Ефименко и Мариной Школьник (Капитановская) на студии звукозаписи «Тон-ателье» в телецентре «Останкино» и выпущена в свет на виниловой пластинке Всесоюзной студии грамзаписи фирме «Мелодия». Стала своеобразным неофициальным гимном молодожёнов.

## История
Обручальное кольцо
Музыка: Владимира Шаинского

Слова: Михаила Рябинина

1.

Среди обычаев прекрасных

Мне вспомнить хочется один, 

Он символ верности и счастья

От юных лет и до седин. 

Припев: 

Ах, этот миг неповторимый,

Когда стучат, стучат взволнованно сердца! 

И не забыть, как мы дарили

Друг другу нежно, нежно, нежно два кольца.

Обручальное кольцо

Не простое украшенье,

Двух сердец одно решенье  

Обручальное кольцо.

2.

Бродить дорогами крутыми

Придётся в жизни молодым.

Пусть будут руки золотыми,

Характер тоже золотым.

Припев. 

3.

Пускай за годом год мелькает,

Пусть дождь и снег летят в лицо,

Пусть не тускнеет, а сверкает

Судьбой дарённое кольцо.

В 1980 году Владимир Шаинский предложил исполнить и записать на магнитный носитель песню «Обручальное кольцо» вокально-инструментальному ансамблю «Лейся, песня» Тульской областной филармонии. В июле 1980 года солисты ВИА Владимир Ефименко и Марина Школьник записали песню на студии звукозаписи «Тон-ателье» в телецентре «Останкино». Аранжировку к песне создал художественный руководитель ВИА — Виталий Кретов. Артисты ВИА «Лейся, песня» принимавшие участие в записи аккомпанемента песни «Обручальное кольцо» — Виталий Кретов, Юрий Захаров, Владимир Ефименко, Владимир Калмыков, Виктор Горбунов, Анатолий Мешаев, Валентин Мастиков, Максим Капитановский.
Песня вышла в составе виниловой пластинки-сборника «Для Вас, Женщины!» фирмы «Мелодия», индекс: С60-15015-16 —. В списке песен она расположена под первым номером, с хронометражом 4 минуты 58 секунд. Пластинка «Для Вас, Женщины!» разошлась миллионными экземплярами по всему Советскому Союзу.
Фрагмент интервью Владимира Ефименко солиста ВИА «Лейся, песня» газете Аргументы и факты.
Её тоже писали для какой-то телепередачи в Останкино. Это был июль 1980 года. Записали мы её и уехали на гастроли. И благополучно о 
ней забыли. Но потом... По своей популярности она сейчас мало уступает любому нашему шлягеру! Проверено на публике! Я об «Обручальном кольце»....
Фрагмент интервью Марины Школьник солистки ВИА «Лейся, песня» программе «Песня с историей» (ведущий Илья Легостаев, телеканал Москва 24).
...Эту песню мы записали в ускоренном темпе. Нам предложили эту песню и мы в перерывах между гастролями, заехали и записали её очень быстро. - Что в ней такого!? - Я думаю, сочетание всего. Можно сказать, что репертуар ансамбля "Лейся, песня" был сформирован... Обручальное кольцо, явилась завершающей песней. После песни "Обручальное кольцо" не было записано ни одной известной, ставшей популярной....
Когда в 1981 году на Центральном телевидение Гостелерадио СССР вышла программа «Телеклуб Молодожёнов», песня «Обручальное кольцо» стала музыкальной заставкой к программе..
В 1982 году песня в оригинальном исполнении Владимира Ефименко и Марины Школьник переиздается Апрелевским заводом студии «Мелодия» на диске-гиганте ВИА «Лейся, песня» «Сегодня и вчера» (индекс С60-17149-50).
- Заказ: 30 — О тираж 25000 тысяч экземпляров.
- Заказ: 85 — О тираж 50000 тысяч экземпляров. Московского опытного завода «Грамзапись»
- Заказ: 92 — О тираж 36480 тысяч экземпляров.
- Заказ: 362 — О тираж 89000 тысяч экземпляров.
- Заказ: 748 — О тираж 26000 тысяч экземпляров.

Песня «Обручальное кольцо» прозвучала в нескольких фильмах вышедших в Советском Союзе в 1982 году:
- «Грачи» — художественный фильм режиссёра Константина Ершова[6].
- «4:0 в пользу Танечки» — детский комедийный фильм режиссёра Радомира Василевского.

В 2020 году песне «Обручальное кольцо» исполнилось сорок лет. 22.02.2020 на канале Россия-1 в вечернем ток-шоу Андрея Малахова «Привет, Андрей!» был дан старт празднования юбилея.

## Примечание
1. 1 2  Первый канал - программа «Сегодня вечером», Первые исполнители песни «Обручальное кольцо». Первый канал. Эфир от 20 января 2018 года.. Дата обращения: 12 ноября 2018.
2. ↑  Оф.сайт артистов ВИА "Лейся, песня". Дискография ВИА "Лейся, песня". Дата обращения: 14 ноября 2018. Архивировано 30 ноября 2018 года.
3. ↑  Издание "АИФ". №6 2015 год. Каролина Виноградская. Интервью с Владимиром Ефименко. 40 лет - это не предел. У ВИА «Лейся, песня» юбилейный год. Дата обращения: 12 ноября 2018. Архивировано 23 марта 2016 года.
4. ↑  ТВ Москва 24 "Доверие". Интервью с Мариной Школьник. программа "Песня с историей": Обручальное кольцо. Дата обращения: 12 ноября 2018. Архивировано 12 ноября 2018 года.
5. ↑  ЦТ СССР. Вторая программа. передача "Телеклуб Молодоженов". Дата обращения: 14 ноября 2018. Архивировано 14 ноября 2018 года.
6. ↑  Песня "Обручальное кольцо". Фильм "Грачи". 1982 год. Рассказ в программе "Песня с историей": Обручальное кольцо. Дата обращения: 12 ноября 2018. Архивировано 12 ноября 2018 года.
7. ↑  40 лет песне "Обручальное кольцо" Россия 1. ВГТРК Ток-шоу "Привет, Андрей!". Эфир от 22 февраля 2020 год.. Дата обращения: 30 мая 2020. Архивировано 25 июня 2020 года.